# ChatGPT
 (транскр.  Чет Џи-Пи-Ти) је чет-бот са вештачком интелигенцијом који је развио OpenAI. Покренут је 30. новембра 2022. године као прототип, након чега је убрзо привукао пажњу својим детаљним и артикулисаним одговорима у многим доменима знања. Међутим, неуједначена тачност чињеница је наглашена као значајан недостатак.